# Divisional de Ascenso a la Extra
La Divisional de Ascenso a la Extra, o simplemente División de Ascenso, fue un torneo de quinta categoría dentro de la pirámide del fútbol uruguayo disputado entre 1968 y 1971, y conformado por equipos provenientes de las divisionales suprimidas Extra "B" y Extra "C".

## Historia
Finalizado el campeonato de la Divisional Extra de 1967, se disputa una rueda final por la permanencia entre los dos últimos equipos de cada uno de los dos grupos que conformaban la divisional. Por el Grupo 1 participaron Félix Olmedo y Florencia y por el Grupo 2 lo hicieron Atletic Celta y Centella. Tras la disputa de este cuadrangular descendieron a la Divisional de ascenso a la Extra los equipos del Grupo 1, Félix Olmedo y Florencia.
Con los treinta equipos listos para iniciar el rodaje de la nueva divisional, en 1968 se disputa, a modo de repechaje, este primer torneo cuya finalidad era premiar con el ascenso a la Divisional Extra de esa misma temporada, 1968, a los cuatro mejor clasificados.
El torneo se dividió en seis grupos de cinco equipos cada uno (entre paréntesis figura la divisional de la que provenía cada club):
Descendidos de Extra "A" 1967 (4 equipos): Félix Olmedo, Fraternidad, Ipiranga, Florencia.
Provenientes de Extra "B" (13 equipos): Iriarte, Cruz del Sur, Mauá, Pastoriza, Independiente, La Picada, Mirador, Arroyito, Carlitos Prado, Manzanares, Power, Salus y Sportivo Italiano.
Provenientes de Extra "C" (13 equipos): Deportivo Municipal, Engraw, San Lorenzo Unión, Centenario Juniors, Casa D' Italia, Rubén Darío, Villa Colón, Villa Teresa, Casa Armenia, Gustavo Volpe, Olímpico Duilio, Sportivo Soriano, Hurancerrit
El torneo de 1969 fue llamado "Héctor Rivadavia Gómez" en honor al periodista, deportista y político uruguayo, el de 1970 se llamó "Pedro Cea" en homenaje al legendario futbolista celeste y el de 1971 "Carlos Pietro".
| Historial de la Divisional de Ascenso |  |               |                                                              |
| Año                                   |  | Campeón       | Otros ascendidos a Extra                                     |
| 1968                                  |  | Mirador       | Independiente, Ipiranga, Olímpico Duilio y Sportivo Italiano |
| 1969                                  |  | Puerto Nuevo  |                                                              |
| 1970                                  |  | Salus         | Villa Teresa, Misterio y Puerto Nuevo                        |
| 1971                                  |  | Atletic Celta | Florencia y El Puente                                        |

Nota
1. ↑  Estos 4 equipos ascendieron a Extra A en un torneo de repechaje previo a la temporada regular de 1968, por lo tanto disputaron el campeonato de 1968 en la Extra A.

## Estructura posterior
Posteriormente, en 1972 se vuelve a reestructurar el fútbol uruguayo: y se pasa de 5 categorías a 4. La Primera División "C" toma el lugar de la Intermedia como tercer categoría, mientras que la Divisional Extra es suprimida al igual que todas sus divisionales más bajas. Solamente 3 equipos de la Divisional de Ascenso lograron sobrevivir para competir en Primera División "D" en 1972: Boca Juniors, El Puente y Huracán, mientras que el resto de equipos quedaron desafiliados y en su gran mayoría terminaron desapareciendo.